# Stirling (hrad)
Hrad Stirling je středověký hrad ve Skotsku, ve městě Stirling. Postaven byl na vyvýšenině v současnosti zvané Castle Hill, patrně ve 12. století, avšak současná podoba hradu pochází především z let 1490 až 1600. Legendy ho sice spojují s ještě starší historií, například s prvním skotským králem Kennethem I., jenž žil v 9. století, nebo dokonce s mytickým králem Artušem, také o římském opevnění se spekuluje, avšak první historicky hodnověrná zmínka pochází až z roku 1110, v souvislosti s králem Alexandrem I., který zde zemřel. Stirling pak byl královským hradem, byla zde korunována řada skotských králů, včetně Marie Stuartovny, někteří králové, jako Jakub III., se zde narodili. Klíčová přestavba hradu v letech 1490–1600 probíhala pod kontrolou stuartovských panovníků Jakuba IV., Jakuba V. a Jakuba VI. V té době hrad získal renesanční ráz (zejm. The Great Hall, Parliament Hall a Royal Palace, první renesanční palác ve Skotsku). Poté, co se stuartovští vládci v 17. století přemístili do Londýna, význam hradu značně upadl, bylo zde pak vězení i kasárna. V současnosti je na hradě muzeum vojenské historie.